# اسمار (بازیکن فوتبال، زاده ۱۹۸۸)
اسمار (انگلیسی: Osmar؛ زادهٔ ۵ ژوئن ۱۹۸۸) بازیکن فوتبال اهل اسپانیا است.
از باشگاه‌هایی که در آن بازی کرده‌است می‌توان به باشگاه فوتبال سئول، باشگاه فوتبال راسینگ سانتاندر، و باشگاه فوتبال بوریرام یونایتد اشاره کرد.